# Light Oak
Light Oak är en så kallad census-designated place i Cleveland County i North Carolina. Vid 2010 års folkräkning hade Light Oak 691 invånare.